# 小行星3910
小行星3910（英語：3910 Liszt）是一颗围绕太阳公转的小行星。1988年9月16日，艾瑞克·怀特·埃尔斯特在上普罗旺斯发现了此天体，並以匈牙利作曲家李斯特·費倫茨將其命名為李斯特（Liszt）。
这颗小行星的绝对星等为272.1175632963833等。